# داویت خردیان
داویت خردیان (ارمنی: Դավիթ Խրտյան؛ انگلیسی: David Kherdian؛ زادهٔ ۱۷ دسامبر ۱۹۳۱) رمان‌نویس، شاعر، زندگی‌نامه‌نویس، نشر، ویراستاری اهل ایالات متحده آمریکا که به خاطر نگارش کتاب «جاده‌ای از خانه» که بر اساس کودکی مادرش نوشته شده شناخته شده‌است.

## زندگی‌نامه
وی در ۱۷ دسامبر ۱۹۳۱ در ریسین، ویسکانسین از والدینی به نام‌های ورون دوهمجیان (۱۹۰۸–۱۹۸۱) و ملکون خردیان (۱۸۹۱ – ۱۹۵۸) که نجات‌یافتگان از نسل‌کشی ارمنی‌ها بود «به دنیا آمد وی یک خواهر به نام ویرجینیا (زاده ۱۹۴۳) دارد؛ و از فارغ‌التحصیل شد.» وی با نونی هوگروگیان ازدواج نمود. وی همچنین برندهٔ جوایزی همچون بوستون گلوب-هورن شده‌است. وی در فصلنامه آرارات فعالیت می‌کند.

## جوایز
- 1979 Boston Globe–Horn Book Award for children's nonfiction
- The only runner-up for the 1980 Newbery Medal,[10] recognizing The Road from Home (۱۹۷۹).